# Evansville Courier & Press
De Evansville Courier & Press is een lokale krant in Evansville, Indiana. De krant bereikt van maandag to zaterdag ongeveer 68.000 lezers en op zondag 90.000. In 2002 en 2004 kreeg het de "Blue Ribbon Daily" van de Hoosier State Press Association.
The Evansville Courier werd in 1845 opgericht door William Newton, een jonge procureur. De Evansville Press werd in 1906 opgericht door E. W. Scripps.
Beide kranten waren hevige concurrenten tot 1937 toen de Evansville Press overstroomde en de Evansville Courier akkoord ging om de krant van de concurrent uit te brengen. In 1938 gingen de twee kranten een overeenkomst aan. De kranten hielden beiden hun eigen redactie maar publiceerde een gezamenlijke zondagkrant met daarin twee redactionele pagina's van beide kranten. In 1986 verkocht de E. W. Scripps Company de Press en kocht het de Courier. De gezamenlijk zondagkrant werd vervangen door een editie van de Courier. Beide kranten gingen door met het publiceren van aparte edities tot de Evansville Press' op 31 december 1998 ophield te bestaan. De overgebleven krant werd hernoemd naar de huidige naam.
De krant is bekend vanwege zijn toewijding aan vrijwilligerswerk en educatie. Met het 150ste jubileum plantte de krant 150 bomen op de campus van de University of Southern Indiana.